# Biełarus
«Biełarus» (біл. «Белару́с»  білоруська вимова: [ɡaˈzɛta bʲeɫaˈrus], досл. «білорус») — білоруська газета в США. Випускається з 20 вересня 1950 року. Білорусо-американське об'єднання друкує газету в Нью-Йорку.
«Biełarus» часто публікує думки своїх читачів щодо політичної та економічної ситуації в Білорусі. Що стосується політичної орієнтації, газета дотримується пробілоруської БНР, демократичного і національного відродження та протистоїть політиці режиму Лукашенка.